# Bret Harte
Francis Brett Harte, detto Bret (Albany, 25 agosto 1836 – Camberley, 5 maggio 1902), è stato uno scrittore e poeta statunitense ricordato soprattutto per le sue opere dedicate alla vita dei pionieri.

## Biografia
Nato ad Albany, nello Stato di New York, prese il nome Francis da quello di suo nonno. Il padre cambiò il cognome da Hart in Harte, nome che Francis adottò insieme a Bret, togliendosi una t dal nome e diventando così Bret Harte.
Da ragazzo, Francis era un avido lettore di libri come la Bibbia e di autori quali Byron, Dickens e Poe. Scrisse il suo primo lavoro, un poema satirico dal titolo Autumn Musings, ora perduto, all'età di undici anni. A 13 anni, finì di studiare. Qualche anno dopo, nel 1853, si trasferì in California dove lavorò come minatore, fattorino, insegnante e giornalista.
Si avvicinò ben presto all'ambiente letterario collaborando, dapprima con la rivista Golden Era, con la quale pubblicò le sue prime novelle, brillanti parodie di lavori di James Fenimore Cooper, Charles Dickens, Victor Hugo e altri, e poi con Californian, e infine assumendo il ruolo di direttore dell'Overland Monthly, che durante la sua brillante gestione si impreziosì delle firme autorevoli di Mark Twain, Henry George, Ambrose Bierce, Joaquin Miller e Clarence King.
Nei suoi esordi letterari dedicò la sua attenzione a storie leggendarie riguardanti i tempi dell'occupazione spagnola in California, riscuotendo i primi consensi con The Luck of Roaring Camp (1870) e con il poemetto dialettale intitolato Plain Language from Truthful James (1870).
Nel 1871 abbandonò la California ed il ruolo di docente alla locale Università per trasferirsi a Boston, allettato dalle proposte ricevute dall’Atlantic Monthly, consistenti nella realizzazione di una dozzina di racconti all'anno.
In questo decennio Harte si dimostrò autore fertile e creativo e le sue varie opere, tra cui The Outcasts of Poker Flat, Miggles, Tennessee's Partner, The Idyl of Red Gulch, Brown of Calaveras conseguirono successi di critica e di pubblico. Nel 1878 collaborò assieme a Mark Twain alla realizzazione della commedia Ah Sin, che però si rivelò un insuccesso.
Contemporaneamente svolse l'attività diplomatica, che lo condusse nel 1878 in Germania, a Krefeld, e dopo un biennio in Gran Bretagna, dove soggiornò fino alla sua morte.
Nei suoi lavori si specializzò nell'indagare e descrivere la realtà di 'frontiera' e della rincorsa all'oro, dove anche le scene violente risultarono edulcorate dalla partecipazione di buoni sentimenti e del buonsenso dei protagonisti.
La critica letteraria è concorde nel sostenere che alcuni spunti delle sue pagine possono sembrare artefatti, a causa delle sue origini della costa atlantica, che nonostante la sua lunga permanenza in California, lo hanno conservato un po' distaccato ed estraneo ai fenomeni della West Coast.
Tra i suoi meriti, vi fu quello di aver contribuito a creare la cosiddetta local-colour school (Regionalismo) nella letteratura americana.
Morì il 5 maggio del 1902 a causa di un cancro.

## Opere (parziale)
- Mliss (1860)
- The Luck of Roaring Camp (1868)
- Tennessee's Partner (1869)
- The Outcasts of Poker Flat (1869)
- The Heathen Chinee (1870)
- Plain Language from Truthful James (1870)
- Tales of the Argonauts (1875)
- Gabriel Conroy (1876)
- Ah Sin (1877)

## Pubblicazioni italiane
- L'arrivo di Santa Claus a Simpson's bar, Mattioli 1885, Fidenza 2019 traduzione di Livio Crescenzi e Marta Viazzoli ISBN 978-88-6261-704-8
- Storie del West, Mattioli 1885, Fidenza 2006 traduzione di Franca Brea e Carlo Padovani ISBN 88-89397-41-1

## Adattamenti cinematografici
Alcuni dei suoi romanzi e racconti sono stati adattati per lo schermo:
- The Red Man and the Child, regia di D.W. Griffith - romanzo (1908)
- The Heart of O'Yama, regia di D.W. Griffith - romanzo (1908)
- Luck of Roaring Camp, regia di Edwin S. Porter - storia (1910)
- Bradford's Claim, regia di Edwin S. Porter - storia (1910)
- Ononko's Vow, regia di Frank McGlynn Sr. e di Edwin S. Porter - storia (1910)
- The Stolen Claim, regia di Edwin S. Porter - storia (1910)
- The White Rose of the Wilds, regia di D.W. Griffith - storia (1911)
- The Last Drop of Water, regia di D.W. Griffith - storia (1911)
- The Goddess of Sagebrush Gulch, regia di D.W. Griffith - romanzo (1912)
- In the Aisles of the Wild, regia di D.W. Griffith - romanzo (1912)
- John Burns of Gettysburg, regia di Kenean Buel - poema (1913)
- Az aranyásó, regia di Michael Curtiz - romanzo (1914)
- Breed o' the North, regia di Walter Edwards - storia (1914)
- Salomy Jane, regia di Lucius Henderson e William Nigh - storia "Salomy Jane's Kiss" e romanzo "Salomy Jane" (1914)
- M'Liss, regia di O.A.C. Lund - romanzo (1915)
- The Lily of Poverty Flat, regia di George E. Middleton - poemi Her Letter, His Answer e Her Last Letter (1915)
- A Phyllis of the Sierras, regia di George E. Middleton - romanzo (1915)
- Roaring Camp, regia di David Hartford - storia The Luck of Roaring Camp (1916)
- Tennessee's Pardner, regia di George Melford - storia (1916)
- Two Men of Sandy Bar, regia di Lloyd B. Carleton - lavoro teatrale (1916)
- Il meticcio della foresta (The Half-Breed), regia di Allan Dwan - storia (1916)
- The Luck of Roaring Camp, regia di Floyd France - storia (1917)
- Il giglio selvatico, regia di Marshall Neilan - storia in Stories of the Sierras (1918)
- The Dawn of Understanding, regia di Charles R. Seeling e David Smith - storia (1918)
- Tongues of Flame, regia di Colin Campbell - storia (1918)
- I proscritti di Poker Flat (The Outcasts of Poker Flat), regia di John Ford - storia (1919)
- The Gray Wolf's Ghost, regia di Park Frame e Joseph Franz - romanzo (1919)
- Fighting Cressy, regia di Robert Thornby - romanzo (1919)
- The Girl Who Ran Wild, regia di Rupert Julian - storia (1922)
- Salomy Jane, regia di George Melford - storia Salomy Jane's Kiss (1923)
- The Flaming Forties, regia di Tom Forman - storia Tennessee's Pardner (1924)
- The Golden Princess, regia di Clarence G. Badger - storia (1925)
- The Man from Red Gulch, regia di Edmund Mortimer - (1925)
- Taking a Chance, regia di Norman Z. McLeod - storia The Saint of Calamity Gulch (1928)
- Ragazza selvaggia (Wild Girl), regia di Raoul Walsh - storia Salomy Jane's Kiss (1932)
- M'Liss, regia di George Nichols Jr. - romanzo (1936)
- I proscritti di Poker Flat (The Outcasts of Poker Flat), regia di John Ford - storie (1919)
- The Luck of Roaring Camp, regia di Irvin Willat - romanzo (1937)
- I banditi di Poker Flat (The Outcasts of Poker Flat), regia di Joseph M. Newman - storia (1952)
- La jungla dei temerari (Tennessee's Partner), regia di Allan Dwan - storia (1955)
- I quattro dell'apocalisse, regia di Lucio Fulci - storia (1975)
- Vooruzhyon i ochen opasen, regia di Vladimir Vajnštok - romanzo Gabriel Conroy (1977)